# Kałyniwka (hromada Ostropol)
Kałyniwka (ukr. Калинівка) – wieś na Ukrainie, w obwodzie chmielnickim, w rejonie chmielnickim, w hromadzie Ostropol. W 2001 liczyła 266 mieszkańców, spośród których 256 wskazało jako ojczysty język ukraiński, 9 rosyjski, a 1 białoruski.